# Hammaravan
Hammaravan är en sjö i Bergs kommun i Härjedalen och ingår i Ljungans huvudavrinningsområde. Sjön har en area på 0,281 kvadratkilometer och ligger 564,3 meter över havet. Sjön avvattnas av vattendraget Rövran.

## Delavrinningsområde
Hammaravan ingår i det delavrinningsområde (697542-137262) som SMHI kallar för Utloppet av Hammaravan. Medelhöjden är 593 meter över havet och ytan är 2,24 kvadratkilometer. Räknas de 29 avrinningsområdena uppströms in blir den ackumulerade arean 200,03 kvadratkilometer. Rövran som avvattnar avrinningsområdet har biflödesordning 2, vilket innebär att vattnet flödar genom totalt 2 vattendrag innan det når havet efter 302 kilometer. Avrinningsområdet består mestadels av skog (74 procent). Avrinningsområdet har 0,28 kvadratkilometer vattenytor vilket ger det en sjöprocent på 12,4 procent.